# Đông Hải, Quỳnh Phụ
Đông Hải là một xã thuộc huyện Quỳnh Phụ, tỉnh Thái Bình, Việt Nam.
Xã Đông Hải có diện tích 7,41 km², dân số năm 1999 là 8489 người, mật độ dân số đạt 1146 người/km².